# حمض الكافئيك
حمض الكافئيك أو حمض البن هو مركب عضوي من أحماض هيدروكسي السيناميك. يتألف هذا الحمض الأصفر الصلب من مجموعات وظيفية فينولية وأكريليكية. يوجد في جميع النباتات بسبب الدور الذي يلعبه كوسيط أساسي في الاصطناع الحيوي لليغنين الذي يعد أحد المركبات الرئيسية للكتلة الحيوية النباتية ومخلفاتها.

## الوجود في الطبيعة
يمكن العثور على حمض الكافئيك في لحاء الأوكالبتوس عريض الورق. كما يمكن العثور عليه في سرخس المياه العذبة سالفينيا مزعجة أو في فطر Phellinus linteus.

### وجوده في الطعام
يوجد حمض الكافئيك بمستوى محدود جداً في القهوة، بنسبة 0.03 ميللي غرام لكل 100 ميللي ليتر. وهو أحد الفينولات الرئيسية الطبيعية في زيت أركان.
يوجد حمض الكافئيك بنسب عالية في بعض الأعشاب خاصة الزعتر والمريمية والنعناع المدبب (بحوالي 20 ميللي غرام لكل 100 غرام)، ويوجد بمستويات عالية في التوابل خاصةً القرفة الحقيقية والليسوم الحقيقي (بحوالي 22 ميللي غرام لكل 100 غرام)، ويوجد بمستوى عالي إلى حد ما في حب الشمس (8 ميللي غرام لكل 100 غرام)، وبمستويات محدودة في النبيذ الأحمر (1.88 ميللي غرام لكل 100 ميللي ليتر) وفي صوص التفاح والمشمش والقراصيا (بحوالي 1 ميللي غرام لكل 100 غرام). وبمستويات عالية للغاية في الأرونية السوداء (141 ميللي غرام لكل 100 غرام) وبمستوى عالٍ إلى حد ما في عنب الثور (6 ميللي غرام لكل 100 غرام). كما يوجد بمستويات عالية تماماً في عشبة المتة الجنوب أمريكية (150 ميللي غرام لكل 100 غرام بالاعتماد على استشراب قياس الكثافة الضوئية لطبقة رقيقة  واستشراب السائل رفيع الإنجاز) 
كما يوجد في حبوب الشعير وفي حبوب الشيلم المزروع.

## وصلات خارجية
- "Chemical Land". Caffeic Acid as Carbocyclic Carboxylic Acid. مؤرشف من الأصل في 2019-05-08.